# Альберт-Ли (тауншип, Миннесота)
Альберт-Ли (англ. Albert Lea) — тауншип в округе Фриборн, Миннесота, США. На 2000 год его население составило 808 человек.

## География
По данным Бюро переписи населения США площадь тауншипа составляет 67,9 км², из которых 60,5 км² занимает суша, а 7,4 км² — вода (10,88 %).

## Демография
По данным переписи населения 2000 года здесь находились 808 человек, 326 домохозяйств и 237 семей. Плотность населения — 13,4 чел./км². На территории тауншипа расположено 336 построек со средней плотностью 5,6 построек на один квадратный километр. Расовый состав населения: 98,89 % белых, 0,12 % коренных американцев, 0,62 % — других рас США и 0,37 % приходится на две или более других рас. Испанцы или латиноамериканцы любой расы составляли 3,09 % от популяции тауншипа.
Из 326 домохозяйств в 28,5 % воспитывались дети до 18 лет, в 63,8 % проживали супружеские пары, в 6,1 % проживали незамужние женщины и в 27,3 % домохозяйств проживали несемейные люди. 21,5 % домохозяйств состояли из одного человека, при том 8,3 % из — одиноких пожилых людей старше 65 лет. Средний размер домохозяйства — 2,48, а семьи — 2,84 человека.
22,4 % населения — младше 18 лет, 8,8 % — в возрасте от 18 до 24 лет, 23,5 % — от 25 до 44, 29,6 % — от 45 до 64, и 15,7 % — старше 65 лет. Средний возраст — 42 года. На каждые 100 женщин приходилось 106,6 мужчин. На каждые 100 женщин старше 18 приходилось 101,6 мужчин.
Средний годовой доход домохозяйства составлял 42 500 долларов, а средний годовой доход семьи — 51 136 долларов. Средний доход мужчин — 35 179 долларов, в то время как у женщин — 22 500. Доход на душу населения составил 18 628 долларов. За чертой бедности находились 4,3 % семей и 10,1 % всего населения тауншипа, из которых 18,1 % младше 18 и 8,7 % старше 65 лет.